# Ulrichstein
Ulrichstein är en stad i Vogelsbergkreis i Regierungsbezirk Gießen i förbundslandet Hessen i Tyskland.
De tidigare kommunerna  Bobenhausen II, Helpershain, Kölzenhain, Ober-Seibertenrod, Rebgeshain, Unter-Seibertenrod och Wohnfeld gick samman med Ulrichstein 31 december 1971 i den nya staden Ulrichstein. Feldkrücken uppgick i staden 1 augusti 1972.